# Platydoris angustipes
Platydoris angustipes is een slakkensoort uit de familie van de Discodorididae. De wetenschappelijke naam van de soort is voor het eerst geldig gepubliceerd in 1863 door Mörch.